# 토머스 제퍼슨 행정부
토머스 제퍼슨의 제3대 미국 대통령 임기는 1801년 3월 4일에 시작하여 1809년 3월 4일에 끝났다. 제퍼슨은 1800년 대통령 선거에서 현직 대통령 존 애덤스를 물리치고 취임했다. 이 선거는 민주공화당이 연방당을 권력에서 축출한 정치적 재편성이었으며, 미국 정치에서 제퍼슨 공화당의 한 세대 동안의 지배를 예고했다. 두 번의 임기를 마친 후 제퍼슨의 뒤를 이어 국무장관 제임스 매디슨이 취임했으며, 그 역시 민주공화당 소속이었다.
제퍼슨은 1790년대의 연방당 정책을 되돌리기로 결심하고 취임했다. 그의 행정부는 세금, 정부 지출 및 국가 부채를 줄였고, 외국인 및 선동법을 폐지했다. 외교에서는 1803년 프랑스로부터 거대한 루이지애나 매입이 이루어졌고, 영국과 프랑스에 대한 무역 금수 조치가 시행되었으며, 유럽을 휩쓴 나폴레옹 전쟁 속에서 미국이 중립을 유지하려고 노력하면서 영국과의 관계가 악화되었다. 그는 군사 학교를 설립하고, 해군을 사용하여 북아프리카의 바르바리 해적으로부터 상선을 보호했으며, 작은 포함을 사용하여 미국 항구를 외세 침략으로부터 보호하기 위한 계획을 개발했다 (이 계획은 1812년 전쟁이 발발했을 때 쓸모없음이 입증되었다). 그는 또한 루이스 클라크 탐험에 승인하여 루이지애나 준주와 태평양 북서부를 탐험하게 했다.
두 번째 임기 동안 제퍼슨은 당시 전 부통령 에런 버의 반역죄 재판(무죄 판결로 이어짐)과 노예제 문제, 특히 해외로부터의 노예 수입 문제에 집중했다. 1806년, 그는 국제 노예 무역을 "인권 침해"라고 비난하며 의회에 이를 범죄화할 것을 요구했다. 의회는 이듬해 노예 수입 금지법을 승인함으로써 응답했다. 미국과 영국 간의 긴장 고조는 제퍼슨의 두 번째 임기 말기를 지배했으며, 영국 왕립 해군이 미국 선박에서 선원들을 징집하고 미국 선박을 공격하기 시작했다. 제퍼슨은 전쟁을 거부하고 대신 경제적 위협과 금수 조치를 사용했는데, 이는 궁극적으로 영국보다 미국에 더 큰 피해를 입혔다. 영국과의 분쟁은 제퍼슨이 퇴임한 후에도 계속되었고, 결국 미영 전쟁으로 이어졌다.
영국과의 해군 긴장으로 인한 경제적, 정치적 문제에도 불구하고, 제퍼슨은 그가 선호했던 후계자인 제임스 매디슨에 의해 계승되었다. 그의 유산은 미국 남북 전쟁까지 매우 큰 영향을 미쳤지만, 그 이후로 그의 명성은 부침을 겪었다. 그럼에도 불구하고, 학술 역사가 및 정치학자들의 설문 조사에서 제퍼슨은 일관되게 미국에서 가장 존경받는 대통령 중 한 명으로 평가된다.

## 1800년 선거

1800년 선거인단 투표 결과. 각 주에서 상위 2명 후보가 받은 득표수를 명시하고 있다.

제퍼슨은 1796년 선거에 민주공화당 후보로 출마했으나, 연방당 소속의 존 애덤스에게 선거인단 투표에서 2위를 기록했다. 당시 법률에 따라 제퍼슨은 2위를 차지하여 미국의 부통령이 되었다. 제퍼슨은 외국인 및 선동법을 포함한 연방당 정책에 강력히 반대했고, 국가의 양극화는 심화되었다. 제퍼슨과 애덤스는 1800년 대통령 선거에서 각 당의 주요 대통령 후보였으며, 에런 버는 민주공화당의 부통령 후보였다. 애덤스의 선거 운동은 인기 없는 세금과 유사전쟁에서의 그의 행동에 대한 극심한 연방당 내부 분쟁으로 인해 약화되었다. 민주공화당은 연방당을 비밀 왕정주의자라고 비난했고, 연방당은 제퍼슨이 프랑스에 사로잡힌 무신론적 방탕아라고 비난했다.
당시의 선거 제도에 따르면, 선거인단의 구성원들은 대통령으로 두 명의 이름에 투표할 수 있었다. 동점인 경우 미국 하원에서 의회 선거를 통해 결정되었다. 제퍼슨과 버는 각각 73표의 선거인단 투표를 얻었으며, 애덤스는 65표로 3위를 기록했다. 여전히 연방당이 통제하고 있던 하원은 1801년 2월에 제퍼슨과 버 중 누가 대통령에 취임할지 결정하기 위한 의회 선거를 실시했다. 일부 연방당원들은 버를 선호했지만, 연방당 지도자 알렉산더 해밀턴은 제퍼슨을 강력히 선호했다. 의회 선거의 서른여섯 번째 투표에서, 충분한 수의 연방당 하원의원들이 투표를 기권하여 제퍼슨이 대통령직을 얻을 수 있었다. 제퍼슨은 자신의 승리를 "미국의 제2혁명"으로 간주했으며, 정부를 제한하고 엘리트의 권력을 약화시킴으로써 국가를 변화시키기를 희망했다.

## 정권 이양
제퍼슨이 취임하기 전에는 의회 선거 승리 후 그가 대통령 당선인이 되는 인수 기간이 있었다. 애덤스와 제퍼슨 간의 전환은 미국 역사상 처음으로 두 개의 다른 정당 간에 대통령직이 이양된 사례였으며,a 이후 모든 정당 간 전환의 선례를 세웠다. 이것은 미국 역사상 처음으로 대통령이 정치적 반대자에게 대통령직을 넘겨준 사례였다.
현대의 대통령직 인수와 달리, 당시의 인수 과정은 비공식적이었으며, 대통령 당선인에게 요구되는 활동은 상대적으로 최소한이었다.
인수 기간 동안 제퍼슨은 자신의 내각 구성원을 선택했다. 그는 또한 메리웨더 루이스를 자신의 개인 비서로 임명하는 등 행정부의 덜 중요한 직책에 개인들을 선택했다.
취임 전, 레임덕 상태의 애덤스는 민주공화당의 분노를 사며, 1801년 사법부법에 의해 신설된 직책을 채우기 위해 막판에 많은 연방 판사(대부분 연방당 소속)를 임명했다. 이들은 "자정 판사"라고 불렸다. 제퍼슨은 이 행동을 비난했다.

## 취임식
1801년 3월 4일에 열린 제퍼슨의 첫 취임식은 미국의 새로운 수도인 워싱턴 D.C.에서 열린 첫 취임식이었다. 그날 아침 캐피톨 힐의 포병대가 새벽을 알리는 포성을 발사했고, 신문으로는 처음으로 제퍼슨은 연설문 사본을 내셔널 인텔리전서에 주어 연설 직후 출판될 수 있도록 했다. 그는 미국 국회의사당의 상원 회의실에서 1721단어의 연설을 했다. 그는 웅변가가 아니었고, 청중들은 그의 말을 거의 들을 수 없었지만, 그의 연설은 국가적 단결을 촉구했다. 이 연설은 전국적으로 널리 재인쇄되었고 민주공화당원들에 의해 당의 원칙을 명확히 천명한 것으로 찬양받았다. 대통령 선서는 존 마셜 대법원장에 의해 집전되었다. 퇴임하는 애덤스 대통령은 그날 일찍 수도를 떠났으며, 식에 참석하지 않았다.

## 행정부

### 내각
1801년 7월까지 제퍼슨은 국무장관 제임스 매디슨, 재무장관 앨버트 갤러틴, 육군장관 헨리 디어본, 법무장관 리바이스 링컨 시니어, 해군장관 로버트 스미스로 구성된 내각을 꾸렸다. 의회 선거에서 대통령직을 추구하기로 결정한 후, 버는 제퍼슨 행정부에서 어떠한 역할도 배제되었다. 제퍼슨은 내각과 함께 집단적인 결정을 내리려고 노력했으며, 제퍼슨이 주요 결정을 내리기 전에 각 구성원의 의견을 들었다. 갤러틴과 매디슨은 제퍼슨 내각에서 특히 영향력이 컸다. 그들은 가장 중요한 두 내각 직책을 맡았고 제퍼슨의 핵심 보좌관 역할을 했다.

### 엽관과 연방주의자들
애덤스가 1797년에 취임했을 때, 그는 퇴임하는 조지 워싱턴 대통령의 많은 지지자들을 자신의 새 행정부에 포함시켰다. 그 결과, 미국 역사상 첫 대통령직 인수였던 워싱턴과 애덤스 간의 전환기 동안 연방 정부에는 거의 변화가 없었다. 1800년 제퍼슨의 당선으로, 단순히 대통령 간의 전환이 아니라 정당 간의 권력 이양이 있었다. 대통령으로서 제퍼슨은 오랫동안 연방주의자들이 차지했던 많은 정부 직책을 채울 임명 권한을 가졌다. 제퍼슨은 동료 민주공화당원들의 연방주의자들을 모든 임명직에서 해임하라는 요구에 저항했지만, 그는 내각을 포함한 최고위 정부 관리들을 교체할 권리가 있다고 생각했다. 그는 또한 비행이나 당파적 행동에 가담한 하위 직급의 연방주의자 임명자들을 교체했다. 제퍼슨이 "엽관제"에 따른 연방 임명자들의 완전한 교체를 요구하지 않은 것은 앤드루 잭슨이 1828년에 당선될 때까지 그의 후계자들에 의해 계승되었다.

## 사법부
애덤스는 대통령 임기 마지막 날에 1801년 사법부법에 의해 신설된 직책을 채우기 위해 수많은 연방 판사를 임명했다. 민주공화당원들은 거의 모두 연방주의자였던 이들 "자정 판사"들의 임명에 분노했다. 제퍼슨과 그의 동맹자들은 1801년 사법부법을 뒤집으려 했다. 부분적으로는 새로운 사법 직책이 필요하지 않다고 믿었기 때문이고, 부분적으로는 법원에 대한 연방주의자들의 영향력을 약화시키기 위해서였다. 연방주의자들은 이 계획에 격렬히 반대하며, 의회가 점유된 사법 직책을 폐지할 권한이 없다고 주장했다. 이러한 반대에도 불구하고 민주공화당은 1802년 사법부법을 통과시켰는데, 이는 1801년 사법부법 이전에 존재했던 사법 구조를 대부분 복원했다. 제퍼슨 행정부는 또한 상원의 인준을 받았지만 아직 공식적으로 취임하지 않은 일부 애덤스 임명자들에게 사법부 위임을 전달하는 것을 거부했다. 그러한 임명자 중 한 명인 윌리엄 마베리는 사법부 위임을 강제하기 위해 매디슨 국무장관을 고소했다. 1803년 대법원 사건인 마베리 대 매디슨 사건에서 법원은 마베리에게 불리한 판결을 내렸지만, 사법 심사의 선례를 확립하여 사법부를 강화했다.
1802년 사법부법 통과 이후에도 법원의 연방당 권력에 불만을 품고 있던 민주공화당은 지방법원 판사 존 피커링 (판사)과 대법원 판사 새뮤얼 체이스를 탄핵했다. 연방당 하원의원들은 두 탄핵 모두에 강력히 반대하며, 사법 독립에 대한 공격이라고 비판했다. 종종 술에 취한 상태로 사건을 주재했던 피커링은 1804년 상원에서 유죄 판결을 받았다. 그러나 체이스의 탄핵 절차는 더욱 어려웠다. 대법원에서 근무하는 동안 체이스는 민주주의에 대한 회의론을 자주 표명하며 국가가 "폭민정치"로 전락할 것이라고 예측했지만, 피커링과 같은 방식으로 무능함을 보이지는 않았다. 여러 민주공화당 상원의원들이 체이스의 해임에 반대하는 연방당에 합류했으며, 체이스는 1811년 사망할 때까지 법원에 남아 있었다. 연방당은 1790년대에 가졌던 정치적 권력을 다시는 되찾지 못했지만, 마셜 대법원은 1830년대까지 연방당의 이상을 계속 반영했다.
제퍼슨은 그의 대통령 임기 동안 대법원에 세 명을 임명했다. 제퍼슨의 대통령 임기 중 첫 번째 공석은 앨프레드 무어의 사임으로 발생했다. 법원에 대표되지 않은 주 출신의 민주공화당원을 임명하기로 결심한 제퍼슨은 사우스캐롤라이나에서 이전에 항소 법원 판사를 역임했던 젊은 변호사 윌리엄 존슨을 선택했다. 1806년 윌리엄 패터슨 (법관) 사망 후, 제퍼슨은 뉴욕 대법원 판사였던 헨리 브록홀스트 리빙스턴을 임명했다. 의회가 1807년 제7순회법을 통해 대법원에 한 자리를 추가한 후, 제퍼슨은 의회 개별 의원들에게 공석을 채울 추천을 요청했다. 테네시주 하원의원 조지 W. 캠벨이 의회에서 가장 인기 있는 선택으로 부상했지만, 제퍼슨은 현직 의원을 임명할 의사가 없었다. 제퍼슨은 대신 의회 의원들 사이에서 인기 있는 또 다른 인물이었고 켄터키 항소법원의 수석 판사였던 토머스 토드를 임명했다. 제퍼슨은 자신의 임명이 대법원장 마셜의 법원에 대한 영향력을 약화시키기를 희망했지만, 존슨의 부분적인 예외를 제외하고는 그의 대법원 임명자들은 마셜의 결정을 지지하는 경향이 있었다. 제퍼슨은 또한 7명의 미국 순회법원 판사와 9명의 미국 연방지방법원 판사를 임명했다.

## 국내 문제

### 제퍼슨 민주주의
많은 연방주의자들은 사회가 식민지 시대와 거의 동일하게 유지되기를 바랐지만, 제퍼슨은 사회 질서를 뒤집기를 원했다. 그는 역사가들이 나중에 제퍼슨 민주주의라고 부르는 철학을 옹호했는데, 이는 농본주의와 국가 정부에 대한 엄격한 제한에 대한 그의 신념이 특징이었다. 민주주의나 평등주의를 믿는 사람이 거의 없는 세상에서, 정치적 평등에 대한 제퍼슨의 신념은 부유하고 강력한 사람들이 사회를 이끌어야 한다고 계속 믿었던 다른 많은 미국 건국의 아버지들과는 달랐다. 제퍼슨 공화당원들의 압력으로, 주들은 재산 요건을 제거하여 더 큰 참정권을 얻었다. 참정권 확대와 일반 시민들의 동원은 특히 북부에서 엘리트 계층 외부의 개인들이 정부 관리가 될 기회를 가질 수 있도록 보장했다. 1790년대 이전에는 선거 운동이 각 시민의 독립적으로 생각하고 투표할 권리에 대한 간섭으로 간주되었다. 공직 경쟁이 없으면 투표율은 종종 낮았고, 때로는 유권자 남성의 5% 미만이었다. 양당제도의 부상과 함께, 많은 지역에서 투표 참여율이 1790년대에는 약 20%로, 제퍼슨 대통령 임기 중에는 80%로 증가했다. 우드는 "19세기 초의 기준으로 볼 때 미국은 세계에서 가장 대중적인 선거 정치를 가지고 있었다"고 썼다.
이 시대의 평등주의는 투표권 이상으로 확대되었는데, 계약 하인 관행이 줄어들고 고용 및 교육의 전통적인 계층 구조가 도전받았다. 평등주의에 대한 자신의 신념을 반영하여 제퍼슨은 애덤스와 워싱턴이 세운 많은 선례를 깨뜨렸다. 제퍼슨은 사회적 지위에 관계없이 방문객을 맞이했고, 의회에 직접 연설하는 관행을 중단했으며, 백악관 행사에서 덜 격식 없는 의정서를 시행했다.
프랜차이즈 확장에 대한 반응으로, 심지어 연방주의자들도 당 조직, 신문, 보조 사회 설립과 같은 당파적 기술을 채택하기 시작했다. 연방주의자들은 1800년에 민주공화당으로의 권력 이양을 평화롭게 수용했지만, 대부분의 당 지도자들은 그것이 일시적인 이변일 뿐이기를 바랐다. 존 제이와 찰스 코츠워스 핑크니와 같은 저명한 연방주의자들은 공직에서 은퇴했지만, 많은 연방주의자들은 계속해서 주 또는 지역 공직에 봉사했다. 다른 야심 찬 젊은 연방주의자들의 두려움을 반영하여 존 퀸시 애덤스는 연방당이 "완전히 돌이킬 수 없이 버려졌고... 결코 되살아날 수 없을 것이다"라고 썼다. 제퍼슨의 대통령 임기가 계속되면서, 애덤스의 예측은 정확함이 입증되었고, 연방주의자들은 뉴잉글랜드 밖에서 경쟁하는 데 어려움을 겪었다.

### 재정 정책
제퍼슨의 초기 의제 대부분은 1790년대의 연방주의자 정책을 뒤집는 데 초점을 맞추었다. 취임하자마자 그는 외국인 및 선동법의 남은 조항들을 폐지하고 해당 법에 따라 기소되었던 10명 전원을 사면했다. 그는 또한 재무장관 갤러틴의 도움을 받아 해밀턴의 재정 시스템을 해체하기 시작했다. 제퍼슨 행정부는 "불필요한 사무실"을 폐쇄하고 "쓸모없는 시설과 비용"을 절감한 후 위스키 소비세 및 기타 세금을 없앴다. 이러한 세금 폐지 후 연방 수입의 90% 이상이 수입 관세에서 나왔다. 제퍼슨의 이전 국립은행 반대에도 불구하고 갤러틴은 제퍼슨을 설득하여 미국 제1은행을 유지하도록 했다. 연방주의자 정책의 폐지로, 많은 미국인들은 우편 서비스를 제외하고는 연방 정부와 거의 접촉하지 않았다.
제퍼슨의 궁극적인 목표는 국가 부채를 없애는 것이었는데, 그는 국가 부채가 본질적으로 위험하고 부도덕하다고 믿었다. 갤러틴과 제퍼슨은 예상했던 만큼의 연방주의자 정부 낭비를 발견하지 못했지만, 그들의 재정 감축과 제퍼슨의 대통령 임기 대부분 동안 지속된 양호한 경제 상황 덕분에 예산 흑자를 기록할 수 있었다. 제퍼슨은 평화 시에 크게 불필요하다고 판단하여 육군과 해군을 축소했다. 그는 해군을 외국의 적대감을 유발하지 않을 것이라는 생각으로 방어용으로만 사용되는 저렴한 포함으로 구성된 함대로 변모시켰다. 그의 행정부는 수많은 병사들을 해고하여 육군에는 3,350명의 장교와 병사가 남게 되었다. 두 임기 말에 제퍼슨은 국가 부채를 8,300만 달러에서 5,700만 달러로 줄였다. 1806년, 국가가 곧 국가 부채를 폐지할 것이라고 믿은 제퍼슨은 군대를 증강하고 의회가 국내 개선 사업과 교육에 자금을 지출하는 것을 명시적으로 허용하는 헌법 개정안을 통과시킬 것을 제안했지만, 이 제안들은 의회에서 실행되지 않았다. 같은 해, 의회는 내셔널 로드 건설을 승인했는데, 이는 동해안을 세인트루이스와 연결하도록 설계된 노선이었지만, 도로 건설은 1811년까지 시작되지 않았다.

### 야주 토지 스캔들
1800년대 초, 아메리카 변경의 많은 지역은 정착민, 토지 투기꾼, 아메리카 원주민의 경쟁적인 주장에 시달렸다. 조지아주 서부의 야주 토지도 예외는 아니었으며, 제퍼슨 행정부에서 주요 긴장 지점으로 부상했다. 야주 토지 스캔들로 알려지게 된 사건에서, 조지아주는 야주 토지의 대규모 필지를 판매한 후, 소급하여 승인된 법률에 의해 그 권리가 무효화되는 대규모 부동산 사기에 가담했다. 1802년 조약을 통해 연방 정부는 조지아 서부 지역(현재 앨라배마주와 미시시피주에 해당)을 매입하고, 해당 지역의 모든 아메리카 원주민 주장을 소멸시키려 노력하며, 스캔들에서 사기를 당한 사람들의 토지에 대한 모든 주장을 해결하기로 합의했다. 1804년, 제퍼슨은 야주 토지 스캔들에서 사기를 당한 사람들에게 조약으로 취득한 토지의 일부를 제공하여 보상하려 했지만, 하원의원 존 랜돌프는 이 제안에 대한 반대를 성공적으로 조직하며 이를 토지 투기꾼들에게 주는 선물이라고 비난했다. 이 사건은 제퍼슨과 그의 후계자들에게 문제가 될 민주공화당 내 파벌주의의 시작을 알렸는데, 랜돌프의 "테르티움 퀴드"는 자당 대통령을 자유롭게 비판했다. 야주 토지에 대한 논란은 의회가 1814년에 마침내 청구인들에게 보상하기로 합의할 때까지 계속되었다.

### 루이스와 클라크 및 기타 탐험

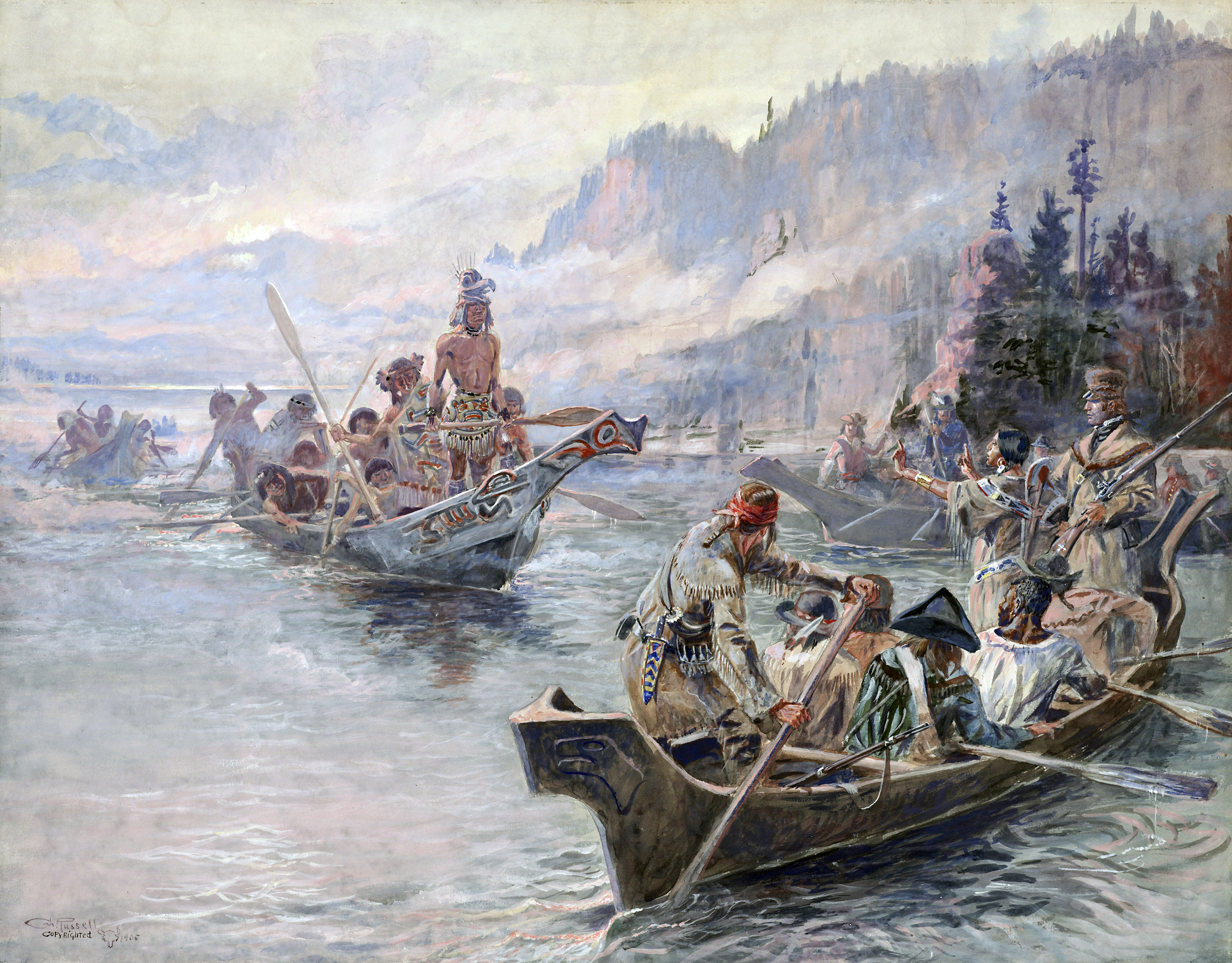
1805년 10월, 제퍼슨의 탐사단이 컬럼비아강에서 치누크 부족을 만나는 모습. 찰스 매리언 러셀의 1905년 그림.

1803년 루이지애나 준주 매입 전부터 제퍼슨은 미시시피강 서쪽 땅으로의 탐험을 계획하기 시작했다. 제퍼슨은 유럽인들이 강력한 권리를 주장하기 전에 미국이 오리건 컨트리에 대한 "발견" 주장을 확립하고 미국의 존재를 문서화하고 확립하는 것이 중요하다고 생각했다. 제퍼슨은 또한 이 탐험이 오랫동안 찾던 태평양으로의 북서항로를 발견하여 국가의 상업과 무역을 크게 증진시키기를 희망했다. 1804년, 그는 자신의 개인 비서인 메리웨더 루이스와 윌리엄 클라크를 서부 탐험의 지도자로 임명하고, 이를 탐사단이라고 명명했다. 제퍼슨은 최고의 과학적 자격을 가진 사람이 아닌 루이스를 탐험의 지도자로 선택했는데, 이는 루이스의 숲에서의 군사 경험과 "인디언의 풍습과 성격에 대한 친숙함" 때문이었다. 제퍼슨은 북미 대륙의 지리와 자연사에 관한 세계에서 가장 많은 책 컬렉션을 소유하고 있었으며, 탐험 전에 루이스에게 지도 제작, 식물학, 자연사, 광물학, 천문학, 항해술에 대한 과학을 가르쳤다.

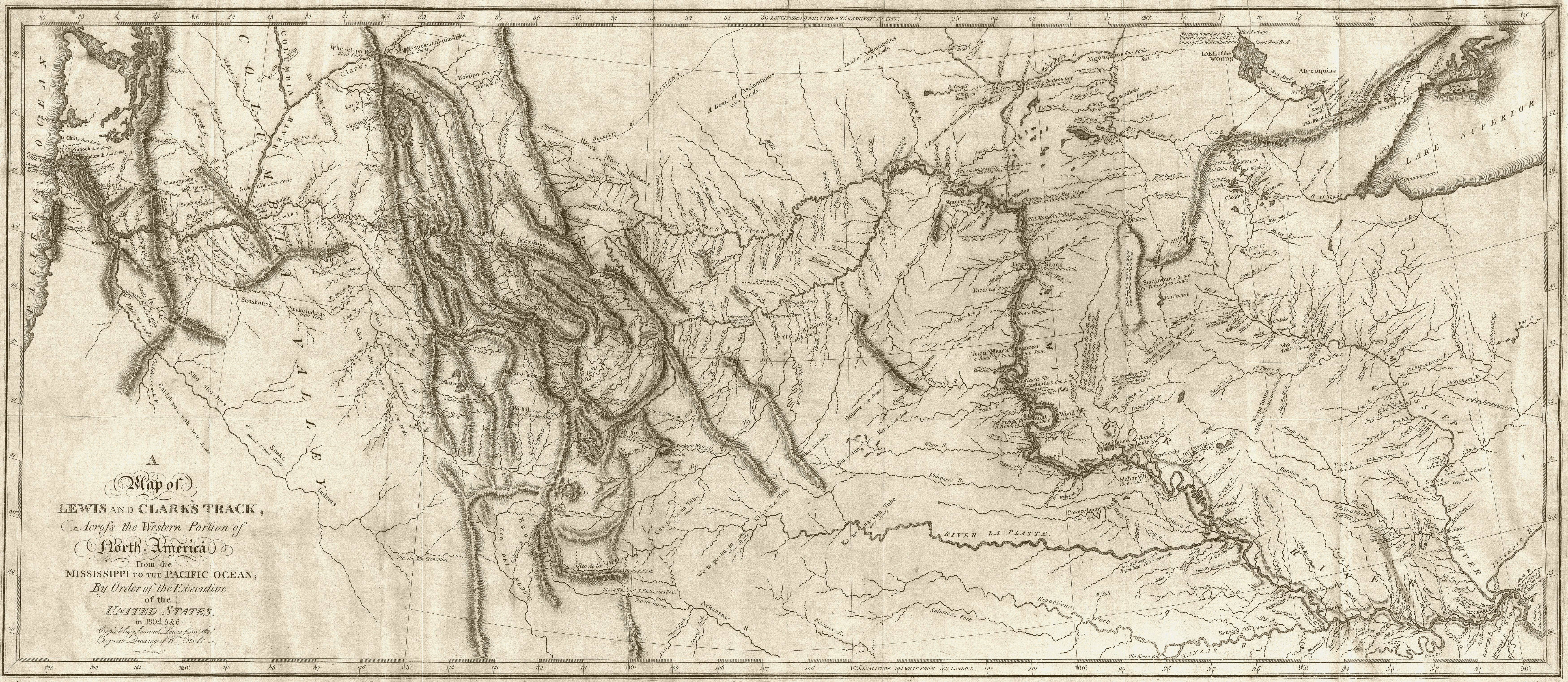
탐험대가 미주리강에서 태평양까지 이동한 경로를 보여주는 클라크가 그린 상세 지도. 강, 산, 인디언 부족의 위치를 나타낸다.

1804년 5월, 약 40명으로 구성된 탐사대는 세인트루이스를 출발하여 미주리강을 따라 이동했다. 새커거위아와 도중에 만난 다양한 아메리카 원주민 부족들의 안내를 받아 탐사대는 컬럼비아강을 따라 1805년 11월에 태평양에 도착했다. 겨울 해빙 후 탐사대는 1806년 3월 22일 귀환을 시작하여 그 해 9월 23일 세인트루이스로 돌아왔고, 방대한 영토에 대한 풍부한 과학적, 지리적 지식과 함께 많은 인디언 부족에 대한 지식을 추가했다. 탐험 종료 두 달 후, 제퍼슨은 의회에 탐험의 성공에 대한 한 문장 요약을 처음으로 공개적으로 발표한 뒤 관련 비용에 대한 정당성을 주장했다. 미국철학학회는 궁극적으로 씨앗, 화석, 식물 및 기타 표본을 포함한 탐험의 많은 발견물들을 보관하는 장소가 되었다. 1808년, 사업가 존 제이컵 애스터는 대륙 횡단 모피 무역 회사를 설립했으며, 1811년 그의 회사는 태평양 연안에 최초의 미국 정착지인 애스토리아 요새를 설립했다.
탐사대 외에도 제퍼슨은 스페인 영토를 통과하는 다른 서부 탐험대를 조직했다. 윌리엄 던바와 조지 헌터는 오아치타강에서 던바-헌터 탐험을 이끌었고, 토머스 프리먼과 피터 커스티스는 홍강 탐험을 이끌었으며, 제벌런 파이크는 로키산맥과 남서부로 파이크 탐험을 이끌었다. 제퍼슨의 대통령 임기 동안 파견된 모든 탐험대는 아메리카 변경에 대한 귀중한 정보를 생산했다.

### 국립 군사 학교
제퍼슨은 최고 수준의 공학 기술자를 위해 외국 자원에 의존하지 않아도 되는 유능한 장교 공병대를 양성할 수 있는 국립 군사 대학의 필요성을 강력히 느꼈다. 또한 사관학교는 제퍼슨이 취임하면서 해임했던 많은 연방주의자 장교들을 대체하는 데 도움이 될 것이다. 제퍼슨은 1802년 3월 16일 군사 평화 정착법에 서명하여 웨스트포인트에 미국 육군사관학교를 설립했다. 이 법은 29개 조항에 걸쳐 군대에 대한 새로운 법률과 제한 사항을 문서화했다.

### 수정 헌법 제12조
1800년 제퍼슨과 버 사이의 선거인단 동점에 대한 반응으로, 의회는 대통령과 부통령 선출에 대한 새로운 절차를 규정하는 헌법 개정안을 승인하고 1803년 12월에 주들에 비준을 위해 제출했다. 수정 헌법 제12조는 1804년 6월에 헌법의 일부가 되기 위한 필수 주 수(당시 13개)에 의해 비준되었다. 대통령은 이 과정에 어떠한 역할도 하지 않았다.

### 오하이오주 편입
제퍼슨이 재임하는 동안 한 개의 새로운 주, 오하이오주가 연방에 편입되었다. 오하이오주가 주가 된 정확한 날짜는 불분명하다. 1802년 4월 30일, 제7차 의회는 "오하이오 주민들에게 헌법과 주 정부를 구성하고, 오하이오를 연방에 편입하는 것을 승인하는 법안"을 통과시켰다. 1803년 2월 19일, 같은 의회는 "오하이오주에서 미국 법률의 집행을 규정하는 법안"을 통과시켰다. 그러나 두 법안 모두 주 지위의 공식적인 날짜를 정하지 않았다. 오하이오주의 공식적인 주 지위 날짜는 1953년까지 정해지지 않았는데, 당시 제83차 의회는 "오하이오주를 연방에 편입하는 결의안"을 통과시켜 1803년 3월 1일을 그 날짜로 지정했다. 이 주는 북서부 영토에서 만들어진 첫 번째 주였다.

## 외교
토머스 제퍼슨은 미국을 위대한 "자유의 제국"의 배후 세력으로 envisioned했으며, 이는 공화주의를 촉진하고 영국의 제국주의에 대항할 것이었다. 1803년 제퍼슨이 나폴레옹과 1,500만 달러에 체결한 루이지애나 매입으로 인해, 미시시피강 서쪽의 광대한 영토가 추가되어 성장하는 국가의 크기가 두 배가 되었고, 제퍼슨 민주주의가 이상화한 자영농을 위한 수백만 개의 새로운 농지가 열렸다. 제임스 먼로 대통령은 애덤스-오니스 조약으로 스페인으로부터 플로리다를 획득하여 남동부를 완성했다.
제퍼슨 대통령은 유럽의 협력을 강제하기 위해 1807년 통상금지법을 계획했다. 이 법은 프랑스와 영국 모두와의 무역을 금지했지만, 이들은 굴복하지 않았다. 게다가 연방주의자들은 그의 정책을 상업적 이익 대신 농업적 이익을 편드는 당파적 행위라고 비난했다. 이 법은 밀수 행위를 시작한 뉴잉글랜드에서 매우 인기가 없었고, 영국 전함의 가혹한 대우를 막는 데 효과가 없었다.

### 제1차 바르바리 전쟁

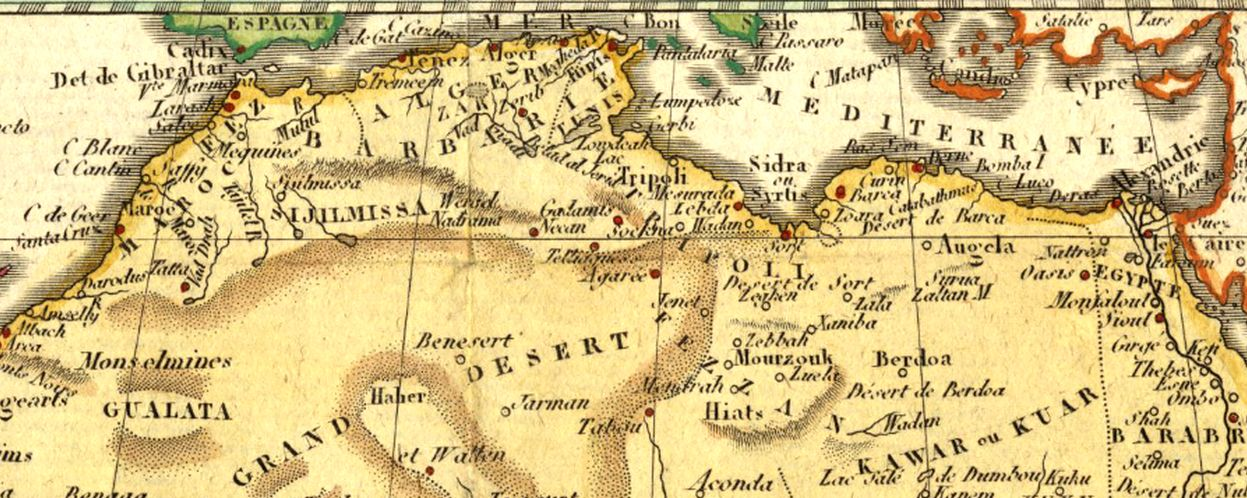

제퍼슨이 취임하기 수십 년 전부터 북아프리카의 바르바리 해적들은 미국 상선을 나포하여 귀중한 화물을 약탈하고 선원들을 노예로 삼아 석방을 위한 막대한 몸값을 요구해 왔다. 독립 전에는 미국 상선들이 영국의 해군 및 외교적 영향력으로 바르바리 해적들로부터 보호받았지만, 식민지들이 독립을 쟁취한 후 그 보호는 끝났다. 1794년, 공격에 대한 대응으로 의회는 바르바리 국가들에게 조공을 지불하도록 승인하는 법률을 통과시켰다. 동시에 의회는 1794년 해군법을 통과시켰는데, 이는 6척의 프리깃 건조를 시작하여 미국 해군의 기초가 되었다. 1790년대 말까지 미국은 모든 바르바리 국가들과 조약을 체결했지만, 제퍼슨이 취임하기 몇 주 전 트리폴리는 추가 조공을 얻기 위해 미국 상선을 공격하기 시작했다.
제퍼슨은 어떤 종류의 국제 분쟁에도 개입하는 것을 꺼려했지만, 그는 무력이 바르바리 국가들이 추가 조공을 요구하는 것을 가장 잘 막을 수 있다고 믿었다. 그는 바르바리 해적에 대한 방어를 위해 지중해에 미 해군을 파견하여 제1차 바르바리 전쟁을 시작했다. 행정부의 초기 노력은 대체로 효과가 없었고, 1803년 프리깃 USS 필라델피아는 트리폴리에 의해 나포되었다. 1804년 2월, 스티븐 디케이터 중위는 트리폴리 항구에 대한 성공적인 습격을 이끌어 필라델피아를 불태웠고, 디케이터는 국가적 영웅이 되었다. 제퍼슨과 신생 미국 해군은 튀니스와 알제가 트리폴리와의 동맹을 깨도록 강요하여 결국 전쟁에서 벗어나게 했다. 제퍼슨은 또한 트리폴리에 대한 다섯 차례의 별도 해군 포격을 명령하여 한동안 지중해의 평화를 회복시켰지만, 제퍼슨은 대통령 임기 말까지 남은 바르바리 국가들에게 계속 조공을 지불했다.

### 루이지애나 매입

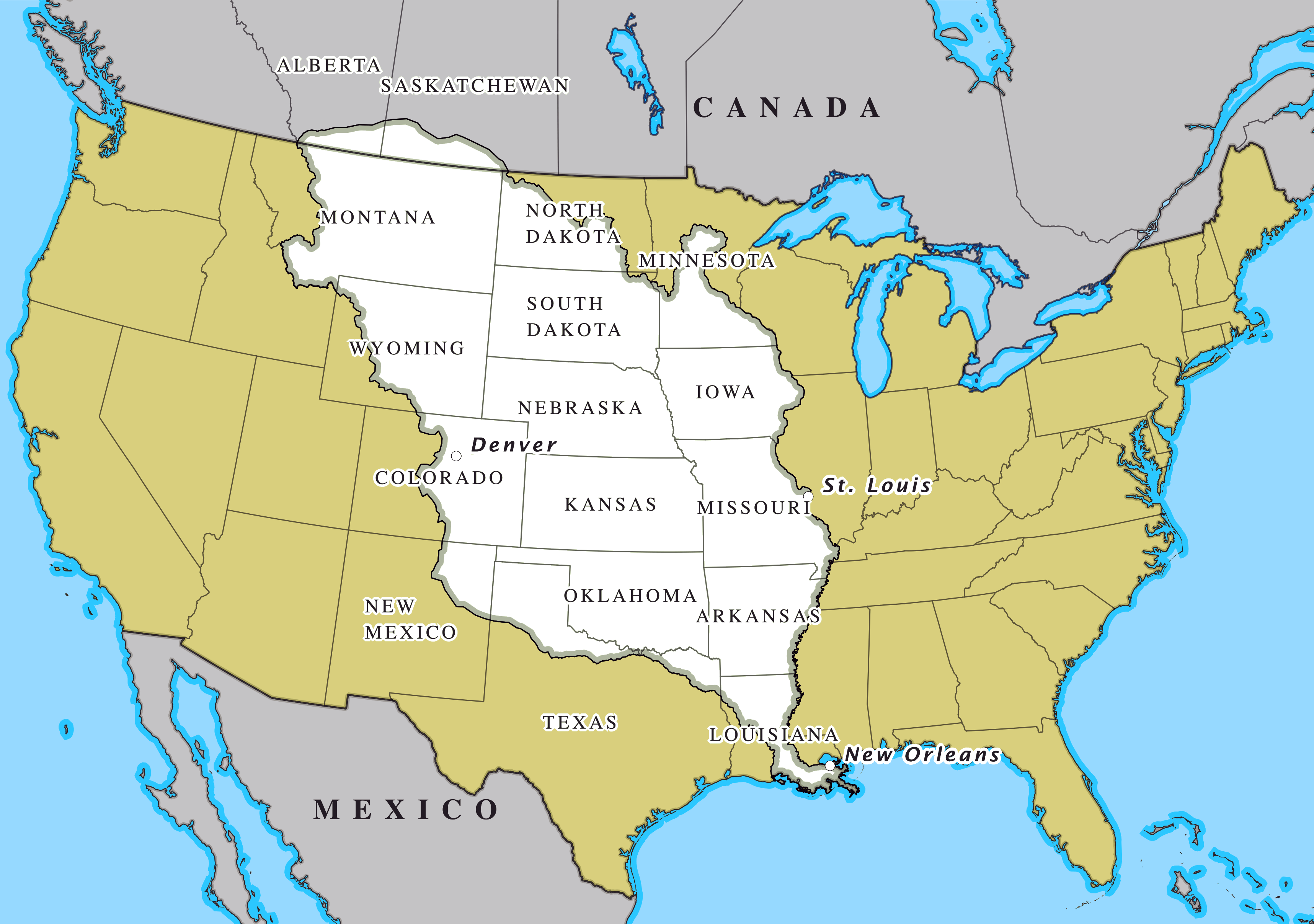
1803년 루이지애나 매입으로 총 의 영토가 추가되어 미국의 크기가 두 배가 되었다.

제퍼슨은 서부 확장이 자영농 공화국이라는 그의 비전을 실현하는 데 중요한 역할을 한다고 믿었다. 제퍼슨이 취임할 무렵에는 미국인들이 미시시피강까지 서쪽으로 정착했지만, 광대한 토지는 비어 있거나 아메리카 원주민만이 거주하고 있었다. 특히 서부의 많은 미국인들은 더 많은 영토 확장을 선호했으며, 특히 스페인 지방인 루이지애나를 합병하기를 희망했다. 루이지애나에 스페인의 존재가 미미했기 때문에 제퍼슨은 루이지애나가 영국이나 미국 중 한 곳으로 넘어가는 것은 시간 문제라고 믿었다. 미국의 확장 희망은 나폴레옹이 스페인을 설득하여 1801년 아랑후에스 조약으로 프랑스에 지방을 이양하도록 했을 때 일시적으로 좌절되었다. 조약 체결에 프랑스의 압력이 역할을 했지만, 스페인 또한 프랑스의 루이지애나 통제가 누에바에스파냐를 미국의 확장으로부터 보호하는 데 도움이 될 것이라고 믿었다.
나폴레옹이 북아메리카에 프랑스 식민 제국을 재건하려는 꿈은 최근에 종결된 유사전쟁의 긴장을 재점화할 위협을 가했다. 그는 처음에는 뉴올리언스와 노예 혁명이 한창이던 사탕수수 생산 카리브해 섬인 생도맹그를 중심으로 아메리카에 프랑스 제국을 재건할 계획이었다. 한 군대는 생도맹그로 파견되었고, 두 번째 군대는 뉴올리언스로 향할 준비를 시작했다. 생도맹그의 프랑스군이 반란군에게 패배한 후, 나폴레옹은 서반구에 제국을 건설하려는 계획을 포기했다. 1803년 초, 제퍼슨은 제임스 먼로를 프랑스로 파견하여 대사 로버트 리빙스턴과 함께 프랑스로부터 뉴올리언스, 동플로리다, 서플로리다를 매입하도록 했다. 미국 대표단은 놀랍게도 나폴레옹이 루이지애나 전체를 1500만 달러에 판매하겠다고 제안했다. 미국인들은 플로리다도 획득하기 위해 압력을 가했지만, 아랑후에스 조약의 조건에 따라 스페인은 이 두 영토를 모두 통제했다. 4월 30일, 두 대표단은 루이지애나 매입 조건에 합의했고, 나폴레옹은 다음 날 승인했다.
국무장관 제임스 매디슨이 구매가 헌법의 가장 엄격한 해석 범위 내에 있다는 확신을 준 후, 미국 상원은 조약을 신속하게 비준했고, 하원은 즉시 자금 조달을 승인했다. 1803년 12월에 체결된 구매는 북아메리카에서의 프랑스의 야망을 끝내고 미시시피 강에 대한 미국의 통제를 보장했다. 루이지애나 구매는 미국의 크기를 거의 두 배로 늘렸고, 재무장관 갤러틴은 프랑스에 지불하기 위해 외국 은행에서 돈을 빌려야 했다. 루이지애나 구매는 널리 인기가 있었지만, 일부 연방주의자들은 이를 비판했다. 하원의원 피셔 에임스는 "우리는 너무 적은 돈을 가지고 있고 이미 너무 많은 땅을 가지고 있다"고 썼다.

### 버의 음모

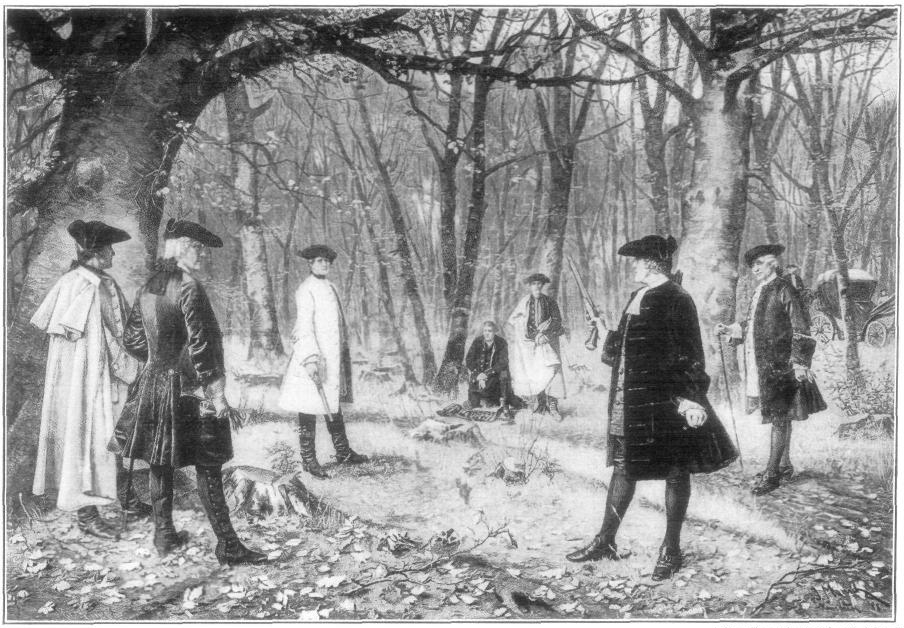
에런 버는 1804년 7월 11일 알렉산더 해밀턴에게 치명적인 부상을 입혔다.

1804년 민주공화당 공천에서 제외된 버는 1804년 4월 선거에서 뉴욕주의 주지사 후보로 출마하여 낙선했다. 연방당 지도자 알렉산더 해밀턴은 버의 패배에 중요한 요인이었는데, 버에 대해 무심한 발언을 했기 때문이다. 자신의 명예가 손상되었다고 믿은 버는 해밀턴에게 결투를 신청했다. 1804년 7월 11일, 버는 뉴저지주 위호켄에서 해밀턴에게 치명적인 부상을 입혔다. 버는 뉴욕과 뉴저지에서 해밀턴 살인죄로 기소되어 조지아로 도피했지만, 새뮤얼 체이스 대법관의 탄핵 재판 동안 상원의장직을 유지했다. 버에 대한 두 건의 기소는 "조용히 종결되었다".
애런 버가 1804년 결투에서 불명예를 당하고 자신의 대통령 야망이 끝난 후, 영국 대사는 그가 "미국 서부 지역(애팔래치아 산맥)의 분리를 추진"하기를 원했다고 보고했다. 제퍼슨은 1806년 11월까지 그것이 사실이라고 믿었는데, 버가 일부 서부 주들과 함께 독립 제국을 위해 분리하려 음모를 꾸미거나, 멕시코를 정복하기 위한 필리부스테로를 조직한다는 소문이 돌았기 때문이다. 최소한 버가 병력을 모집하고, 무기를 비축하며, 보트를 건조하고 있다는 보고가 있었다. 뉴올리언스는 특히 취약해 보였지만, 어느 시점에서 그곳의 미국 장군인 제임스 윌킨슨(스페인의 이중 스파이)은 버를 배신하기로 결정했다. 제퍼슨은 미국 시민들이 스페인 영토를 불법적으로 점령하려 음모를 꾸미고 있다는 경고 성명을 발표했다. 버는 전국적으로 신뢰를 잃었지만, 제퍼슨은 연방 자체를 우려했다. 1807년 1월 의회에 제출된 보고서에서 제퍼슨은 버의 유죄가 "의심할 여지 없이 확인되었다"고 선언했다. 1807년 3월까지 버는 뉴올리언스에서 체포되어 버지니아주 리치먼드에서 반역죄 재판을 받았으며, 존 마셜 대법원장이 재판을 주재했다. 6월 13일, 제퍼슨은 버의 변호를 유리하게 해줄 문서를 공개하라는 버의 소환을 받았다. 제퍼슨은 버에게 충성심이 없으며 버가 요청한 소수의 문서만 공개했다고 진술하며 행정 특권을 발동했다. 제퍼슨은 버의 재판에 출석하기를 거부했다. 정부의 취약한 소송은 버의 무죄 판결로 이어졌지만, 그의 명성은 실추되어 다시는 모험을 할 수 없었다. 버는 나중에 1836년 10월 스태튼아일랜드 자택에서 사망했다.

### 플로리다와 아이티

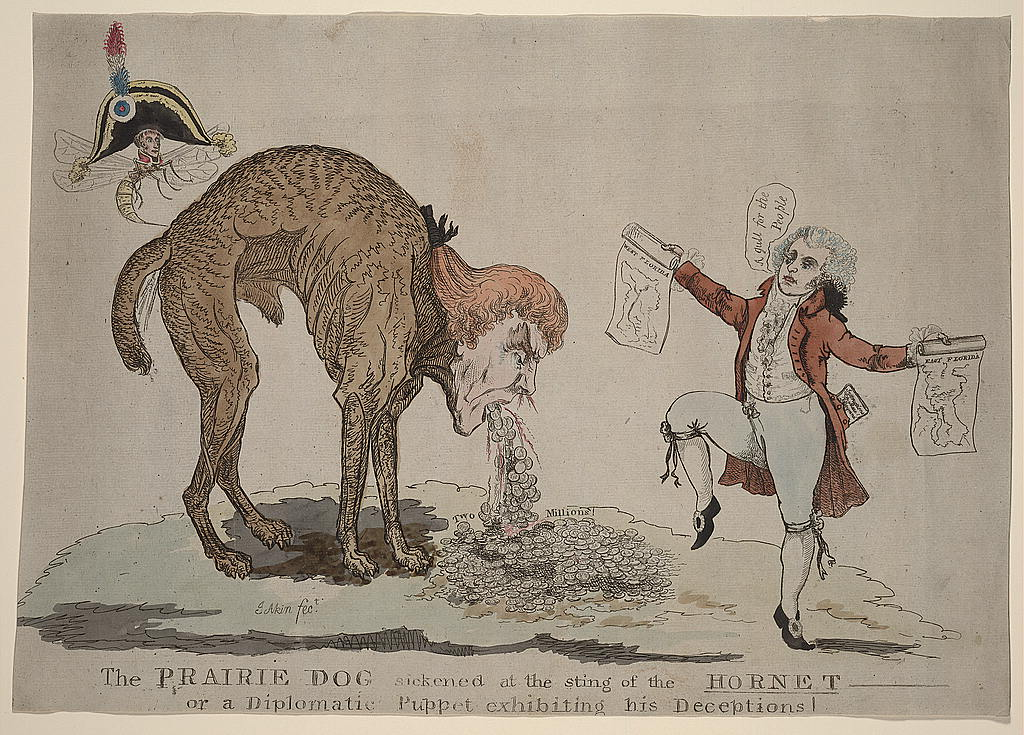
프레리 독은 제퍼슨의 반대 풍자화로, 1804년 스페인으로부터 서플로리다를 매입하기 위한 제퍼슨의 비밀 협상과 관련이 있다.

1802년 초, 나폴레옹이 생도맹그와 루이지애나에 거점을 다시 확보하려 한다는 것을 알게 된 후, 제퍼슨은 아이티 혁명에 대해 중립을 선포했다. 미국은 전쟁 밀수품이 "평상시 미국 상인 통로를 통해 흑인들에게 계속 흘러가도록 허용했으며, 행정부는 프랑스의 모든 지원, 신용 또는 대출 요청을 거부할 것"이라고 밝혔다. 나폴레옹의 계획의 "지정학적 및 상업적 함의"는 노예가 이끄는 국가에 대한 제퍼슨의 두려움을 압도했다. 1804년 생도맹그 반란군이 새로 설립된 흑인 공화국 아이티로 프랑스로부터 독립을 선포한 후, 제퍼슨은 아이티를 아메리카 대륙의 두 번째 독립 공화국으로 인정하는 것을 거부했다. 부분적으로 그는 플로리다 인수에 대해 나폴레옹의 지지를 얻기를 희망했다. 미국 노예 소유주들은 반란 중과 그 이후의 플랜터 계급의 노예 학살에 겁먹고 경악했으며, 남부가 지배하는 의회는 "아이티에 적대적"이었다. 그들은 아이티의 성공이 미국 남부에서 노예 반란을 부추길 것을 두려워했다. 역사가 팀 매튜슨은 제퍼슨이 "남부 정책, 무역 금수 및 비인정, 내부 노예 제도 방어 및 해외 아이티 비난에 동의했다"고 지적한다. 역사가 조지 헤링에 따르면, "플로리다 외교는 그(제퍼슨)의 최악의 면모를 드러낸다. 땅에 대한 그의 욕망이 원칙에 대한 그의 관심을 압도했다."

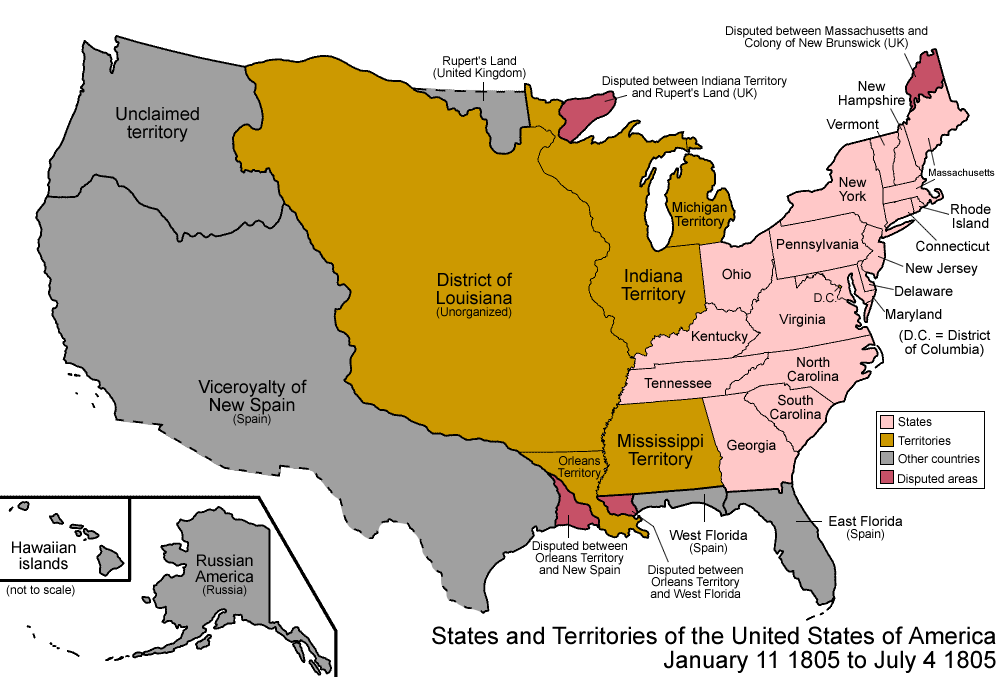
1805년의 미국, 루이지애나 매입 2년 후

제퍼슨이 아이티를 인정하지 않은 것은 동플로리다와 서플로리다 획득이라는 그의 목표를 달성하는 데 거의 도움이 되지 않았다. 이 지역은 스페인의 통제 하에 남아 있었다. 제퍼슨은 루이지애나 매입이 리오그란데강까지 서쪽으로 확장되었고, 페르디도강까지 동쪽으로 서플로리다를 포함한다고 주장했다. 그는 이 주장과 프랑스의 압력을 이용하여 스페인이 서플로리다와 동플로리다를 모두 판매하도록 강요하기를 희망했다. 1806년, 그는 플로리다를 획득하기 위한 200만 달러의 의회 예산 승인을 얻었으며, 열렬한 확장주의자들은 필요하다면 무력으로 캐나다를 획득하는 것을 대통령에게 승인하는 것도 고려했다. 이 경우, 루이지애나 준주와는 달리 유럽 정치의 역학은 제퍼슨에게 불리하게 작용했다. 나폴레옹은 워싱턴을 마드리드에 대항하여 무엇을 얻을 수 있는지 보았지만, 1805년에는 스페인이 그의 동맹국이었다. 스페인은 확장하는 미국에 대한 지렛대 역할을 하는 플로리다를 양도할 의사가 없었다. 제퍼슨이 이 문제에 대해 프랑스에게 제안했던 뇌물에 대한 폭로가 분노를 유발하고 제퍼슨의 입지를 약화시켰으며, 그는 이후 플로리다를 포기했다.

### 아메리카 원주민과의 관계
계몽시대 사상을 따르면서 제퍼슨 대통령은 평화로운 미국-인디언 조약 동맹 확보와 농업 장려를 포함하는 "문명화 프로그램"으로 알려진 아메리카 원주민에 대한 동화 정책을 채택했다. 제퍼슨은 인디언 부족들이 상환을 위한 담보로 토지를 보유하는 신용으로 연방 구매를 해야 한다고 주장했다. 블랙후프가 이끄는 쇼니족과 크리크족을 포함한 다양한 부족들이 제퍼슨의 정책을 받아들였다. 그러나 제퍼슨은 대륙 횡단 국가를 꿈꿨고, 동화 노력에 대해 점점 더 회의적으로 변했다. 그의 대통령 임기가 계속되면서 제퍼슨은 평화로운 동화보다는 서부 영토의 백인 정착을 우선시했다.
제퍼슨이 집권했을 때, 쇼니족 지도자 테쿰세와 그의 형제 텐스콰타와는 캐나다의 영국 상인들이 제공한 탄약을 사용하여 오하이오 계곡의 미국 정착지들을 습격하고 있었다. 북서부 영토에 인디언 부족 연합을 형성하려 했던 두 형제는 서부 정착민들에게 계속적인 골칫거리였다. 인디언 부족들은 "악령의 자녀들"인 미국 정착민들을 추방함으로써 사회를 정화하려는 비전을 가졌던 텐스콰타와를 따랐다. 인디언들의 성공은 영국에게 미국 영토의 일부에 인디언 위성 국가를 만들 수 있다는 희망을 주었다. 이러한 습격은 나중에 미영 전쟁의 주요 원인 중 하나가 되었다.

### 노예 무역
1790년대, 많은 반노예제 지도자들은 노예 제도가 가까운 미래에 미국에서 사라질 것이라고 믿게 되었다. 이러한 희망은 부분적으로 북부의 노예 제도 폐지에 대한 열정과 남부 전역에서 노예 수입이 감소한 데 있었다. 헌법에는 의회가 1808년까지 노예 수입을 금지하는 법률을 제정하는 것을 막는 조항이 포함되어 있었다. 제퍼슨이 취임하기 전 몇 년 동안, 노예 반란에 대한 두려움이 커지면서 남부에서는 노예 제도 폐지에 대한 열정이 줄어들었고, 많은 주에서는 자유 흑인의 행동을 제한하기 위해 고안된 흑인 법전을 제정하기 시작했다. 그의 대통령 임기 동안 제퍼슨은 젊은 세대가 노예 제도를 폐지하려는 움직임을 보이지 않는 것에 실망했다. 그는 1806년까지 이 문제를 크게 피했다. 그는 새로 매입한 루이지애나 준주로의 외국 노예 수입을 막기 위해 의회를 설득하는 데 성공했다.
1808년에 국제 노예 무역을 종식시키는 20년 헌법 금지 조항이 만료될 것을 보고, 1806년 12월 의회에 보낸 대통령 메시지에서 그는 이를 금지하는 법률을 요구했다. 그는 이 무역을 "아프리카의 무고한 주민들에게 오랫동안 계속된 인권 침해이며, 우리나라의 도덕성, 명성, 그리고 최선의 이익이 오랫동안 금지하기를 열망해 왔다"고 비난했다. 제퍼슨은 새 법률에 서명했고 국제 무역은 1808년 1월에 불법이 되었다. 합법적인 무역은 연간 평균 14,000명의 노예를 기록했지만, 연간 약 1,000명의 노예가 불법적으로 밀수되는 것은 수십 년 동안 계속되었다. 역사가 존 체스터 밀러에 따르면, "제퍼슨 대통령 재임 기간의 두 가지 주요 업적은 루이지애나 매입과 노예 무역의 폐지였다."

### 유럽 열강과의 관계 및 통상금지법
1790년대 초 프랑스 혁명 전쟁 발발 이후 미국의 무역은 크게 번성했는데, 이는 주로 미국 선박이 유럽 열강과의 중립 운송인 역할을 할 수 있었기 때문이다. 영국은 프랑스와의 무역을 제한하려 했지만, 1794년 제이 조약 체결 이후 본토 프랑스와 프랑스 식민지와의 미국 무역을 대체로 용인했다. 제퍼슨은 유럽 분쟁에 대한 중립 정책을 선호했으며, 미국 선박을 포함한 중립 선박에 대한 항해의 자유 원칙을 강력히 지지했다. 임기 초반에는 제퍼슨이 프랑스와 영국 모두와 우호적인 관계를 유지할 수 있었지만, 1805년 이후 영국과의 관계는 악화되었다.
많은 영국 왕립 해군 선원들이 미국 상선에서 복무하기 위해 탈영했음을 알았던 영국 해군은 1806년부터 미국 상선을 정지시키고 탈영 의심자들을 징집하기 시작했다. 이로 인해 약 6,000명의 선원들이 강제 징용되었고, 이는 미국 대중을 깊이 분노하게 했다. 동시에 영국은 왕립 해군이 적대적인 유럽 항구에 대한 봉쇄를 강화함에 따라 미국 선박에 대한 용인 정책을 점진적으로 중단했다. 영국은 프랑스 항구로 향하지 않은 많은 압류된 미국 상품을 반환했지만, 그들의 봉쇄는 미국 상업에 심각한 영향을 미쳤고 미국 대중의 엄청난 분노와 불만을 야기했다. 상업적 우려 외에도 미국인들은 국가 명예에 대한 공격으로 간주되는 것에 분노했다. 이에 대응하여 제퍼슨은 미 해군 확장을 권고했고, 의회는 영국 수입품 대부분(전부는 아님)을 제한하는 비수입법을 통과시켰다.
영국과의 평화로운 관계를 회복하기 위해 먼로는 먼로-핑크니 조약을 협상했는데, 이는 제이 조약의 연장선상에 있었을 것이다. 제퍼슨은 미국이 영국에 대한 경제 제재를 시행하는 것을 막았던 제이 조약을 결코 선호하지 않았고, 먼로-핑크니 조약을 거부했다. 1807년 6월 HMS 레오파드가 USS 체사피크에 영국 해군 탈영병 수색을 거부한 후 발포한 체사피크 레오퍼드 사건으로 영국과의 긴장이 고조되었다. 1807년 12월 나폴레옹의 밀라노 칙령부터 프랑스는 영국과 교역하는 선박을 나포하기 시작하여, 미국 선박은 유럽의 두 주요 해군 강대국 모두에게 나포될 위험에 처하게 되었다.
미국 선박 나포에 대응하여 의회는 1807년 통상금지법을 통과시켰는데, 이는 영국이나 프랑스와의 모든 미국 무역을 중단함으로써 영국과 프랑스가 미국의 중립을 존중하도록 강제하기 위해 고안되었다. 거의 즉시 미국 기업들은 유럽으로 상품을 선적하기 위해 밀수에 의존하기 시작했다. 자신의 제한된 정부 원칙을 무시하고 제퍼슨은 금수 조치를 시행하기 위해 미군을 사용했다. 수출입은 엄청나게 감소했고, 금수 조치는 특히 뉴잉글랜드에서 매우 인기가 없었다. 1809년 3월, 의회는 금수 조치를 1809년 비통상법으로 대체했는데, 이는 영국과 프랑스를 제외한 국가들과의 무역을 허용했다.
대부분의 역사가들은 제퍼슨의 통상금지법이 비효율적이며 미국 국익에 해를 끼쳤다고 평가한다. 제퍼슨 행정부의 최고위 관리들도 통상금지법을 결함 있는 정책으로 보았지만, 전쟁보다는 낫다고 여겼다. 애플비는 이 전략을 제퍼슨의 "가장 비효율적인 정책"이라고 묘사했고, 조셉 엘리스는 이를 "순전한 재앙"이라고 불렀다. 그러나 다른 이들은 이를 혁신적이고 비폭력적인 조치로 평가하며, 영국의 전쟁에서 프랑스를 도우면서도 미국의 중립을 유지했다고 주장한다. 제퍼슨은 통상금지법의 실패가 이기적인 상인들과 상인들이 "공화주의적 미덕"이 부족했기 때문이라고 믿었다. 그는 통상금지법이 널리 지켜졌다면 1812년의 전쟁을 피할 수 있었을 것이라고 주장했다.

## 1804년 선거

1804년 선거인단 투표

제퍼슨은 그의 두 전임자들처럼 두 번째 임기에 출마했다. 1804년 선거는 수정 헌법 제12조 비준 후 처음으로 실시되었는데, 이 조항은 대통령과 부통령에 대해 별도의 선거인단 투표를 실시하는 현재의 선거 제도를 확립했다. 버가 재지명될 가능성이 거의 없었기 때문에 당의 의회 지명 코커스는 뉴욕 주지사 조지 클린턴을 제퍼슨의 러닝메이트로 선택했다. 연방당은 찰스 코츠워스 핑크니를 대통령 후보로, 루퍼스 킹을 부통령 후보로 지명했다. 연방당은 제퍼슨의 무신론 의혹, 민주화에 대한 지지, 그리고 샐리 헤밍스와의 불륜을 선거 운동의 핵심으로 삼았는데, 제퍼슨이 노예 여성과의 불륜이 노예 제도를 계속 지지하는 그의 입장에서 위선적이라고 주장했다. 민주공화당은 당 조직에서 현저한 우위를 점했고, 연방당과 그들의 엘리트에 의한 통치 이념은 점점 인기를 잃어갔다. 제퍼슨은 코네티컷과 델라웨어를 제외한 모든 주에서 승리하여 174명의 선거인단 중 162명을 얻었다.

## 1808년 선거

국무장관 제임스 매디슨은 1808년 대통령 선거에서 찰스 코츠워스 핑크니를 물리쳤다.

현직 대통령은 무기한으로 재임해서는 안 된다고 믿었던 제퍼슨은 워싱턴이 세운 두 임기 전통을 따랐고, 세 번째 임기를 추구하지 않았다. 대신, 그는 자신의 고문이자 친구인 제임스 매디슨을 대통령으로 지지했다. 제퍼슨의 강력한 외교 정책은 랜돌프가 이끄는 테르티움 퀴드로부터 당내 비판을 불러일으켰다. 랜돌프와 매디슨에 반대하는 다른 강력한 민주공화당 지도자들, 예를 들어 새뮤얼 스미스와 윌리엄 듀안은 제임스 먼로의 잠재적인 후보를 중심으로 뭉쳤다. 또한 부통령 클린턴은 부통령 후보 지명을 다시 수락했지만, 대통령 후보로도 출마를 선언했다. 제퍼슨의 모든 명성과 매력이 매디슨에 대한 경멸 때문에 반대파 민주공화당원들이 당을 탈퇴하지 않도록 설득하는 데 필요했다. 결국 매디슨은 당내 도전을 물리치고 연방당 후보 찰스 코츠워스 핑크니를 물리치고 1808년 선거에서 176표 중 122표를 얻었다.

## 역사적 평가
역사가 존 미첨은 제퍼슨이 민주 공화국 초기 50년 동안 가장 영향력 있는 인물이었으며, 그 뒤를 이어 제임스 매디슨, 제임스 먼로, 앤드루 잭슨, 마틴 밴 뷰런 등 대통령 지지자들이 계승했다고 말한다. 제퍼슨의 명성은 미국 남북 전쟁 동안 주권 지지 때문에 하락했다. 19세기 후반, 그의 유산은 널리 비판받았다. 보수주의자들은 그의 민주주의 철학이 당시의 포퓰리즘 운동으로 이어졌다고 느꼈고, 진보주의자들은 제퍼슨의 철학이 허용하는 것보다 더 적극적인 연방 정부를 추구했다. 두 그룹 모두 해밀턴이 제퍼슨이 아닌 역사에 의해 정당화되었다고 보았고, 우드로 윌슨 대통령은 심지어 제퍼슨을 "위대한 사람이었지만 위대한 미국인은 아니었다"고 묘사했다.
1930년대에 제퍼슨은 더 높은 평가를 받았다. 프랭클린 D. 루스벨트 대통령과 뉴딜 민주당원들은 "평범한 사람"을 위한 그의 투쟁을 찬양하고 그를 당의 설립자로 되찾았다. 제퍼슨은 초기 냉전 시대의 미국 민주주의의 상징이 되었고, 1940년대와 1950년대에는 그의 대중적 명성이 절정에 달했다. 1950년대와 1960년대의 미국의 흑인 민권 운동 이후, 제퍼슨의 노예 소유는 새로운 조사를 받게 되었는데, 특히 1990년대 후반 DNA 테스트가 그가 샐리 헤밍스와 관계를 가졌다는 주장을 뒷받침하면서 그러했다. 최근 제퍼슨에 대한 학술 서적이 엄청나게 많이 출판되고 있음을 지적하며, 역사가 고든 우드는 제퍼슨의 위상에 대한 격렬한 논쟁을 요약한다: "많은 역사가와 다른 사람들은 그의 모순에 대해 난처해하고 그를 민주주의의 대명사에서 끌어내리려 노력했지만... 그의 위치는 흔들리지만 여전히 확고한 것 같다."
역사가와 정치학자들의 여론 조사에서는 일반적으로 제퍼슨을 최고의 대통령 중 한 명으로 평가하며, 종종 상위 3위권 바로 밖에 둔다. 시에나 대학 연구소의 대통령 학자 설문 조사는 1982년에 시작되었으며, 지속적으로 제퍼슨을 미국 최고의 5대 대통령 중 한 명으로 평가해 왔다. 그리고 2015년 브루킹스 연구소의 미국정치학회 회원 대상 설문 조사에서는 그를 다섯 번째로 위대한 대통령으로 평가했다. 역사가들은 제퍼슨의 대통령으로서의 전반적인 업적을 높이 평가하는 경향이 있지만, 2006년 역사가 대상 설문 조사에서는 1807년 통상금지법이 현직 대통령이 저지른 실수 중 7번째로 최악의 실수로 평가되었다.

## 내용주
a.^  이전 대통령직 인수에서 애덤스에게 권력을 이양한 조지 워싱턴은 무당파였다.

### 인용된 서적
- Abraham, Henry Julian (2008). 《Justices, Presidents, and Senators: A History of the U.S. Supreme Court Appointments from Washington to Bush II》. Rowman & Littlefield. ISBN 9780742558953.
- Ambrose, Stephen E. (1996). 《Undaunted Courage: Meriwether Lewis, Thomas Jefferson, and the Opening of the American West》. Simon and Schuster. ISBN 978-0684811079.
- Appleby, Joyce Oldham (2003). 《Thomas Jefferson: The American Presidents Series: The 3rd President, 1801–1809》. Henry Holt and Company. ISBN 978-0805069242.
- Bailey, Jeremy D. (2007). 《Thomas Jefferson and Executive Power》. Twenty-First Century Books. ISBN 978-1139466295.
- Bernstein, Richard B. (2003). 《Thomas Jefferson》. Oxford University Press. ISBN 978-0195181302.
- Chernow, Ron (2004). 《Alexander Hamilton》. Penguin Press. ISBN 978-1594200090.
- Cogliano, Francis D (2008). 《Thomas Jefferson: Reputation and Legacy》. Edinburgh University Press. ISBN 978-0748624997.
- Ellis, Joseph J. (2008). 《American Creation: Triumphs and Tragedies in the Founding of the Republic》. Random House LLC. ISBN 978-0307263698.
- Fremont-Barnes, Gregory (2006). 《The Wars of the Barbary Pirates: To the Shores of Tripoli – The Rise of the US Navy and Marines》. Osprey Publishing. ISBN 978-1846030307.
- Fritz, Harry W. (2004). 《The Lewis and Clark Expedition》. Greenwood Publishing Group. ISBN 978-0-313-31661-6.
- Hayes, Kevin J. (2008). 《The Road to Monticello: The Life and Mind of Thomas Jefferson》. Oxford University Press. ISBN 978-0195307580.
- Herring, George C. (2008). 《From Colony to Superpower: U.S. Foreign Relations since 1776》. Oxford University Press. ISBN 978-0199743773.
- Kaplan, Lawrence S. (1999). 《Thomas Jefferson: Westward the Course of Empire》. Rowman & Littlefield. ISBN 978-0842026307.
- McDonald, Forrest (1976). 《The Presidency of Thomas Jefferson》. University Press of Kansas. ISBN 978-0700603305.
- Meacham, Jon (2012). 《Thomas Jefferson: The Art of Power》. Random House LLC. ISBN 978-0679645368.; online book review
- McGraw, Thomas K. (2012). 《The Founders and Finance: How Hamilton, Gallatin, and Other Immigrants Forged a New Economy》. Belknap Press. ISBN 9780674066922.
- Nugent, Walter (2008). 《Habits of Empire: A History of American Expansion》. Knopf. ISBN 978-1400042920.
- Peterson, Merrill D. (1970). 《Thomas Jefferson and the New Nation; a Biography》. Oxford University Press. ISBN 978-0195000542.
- Rodriguez, Junius (2002). 《The Louisiana Purchase: a historical and geographical encyclopedia》. ABC-CLIO. ISBN 978-1576071885.
- Scythes, James (2014).  Spencer C. Tucker, 편집. 《The Encyclopedia of the Wars of the Early American Republic, 1783–1812 A Political, Social, and Military History》. Santa Barbara, California: ABC-CLIO. ISBN 978-1598841565.
- Wilentz, Sean (2005). 《The Rise of American Democracy》. W. W. Norton & Company. ISBN 0393058204.
- Wood, Gordon S. (2009). 《Empire of Liberty: A History of the Early Republic》. Oxford University Press. ISBN 978-0-199-83246-0.

## 추가 읽을거리
- 애덤스, 헨리. History of the United States of America during the Administrations of Thomas Jefferson. Library of America edition, (1986). 상세한 고전 역사서.

- Boles, John. Jefferson: Architect of American Liberty (2017); online book review

- Channing, Edward. The Jeffersonian System, 1801–1811 (1906)  full text online, 오래된 학술 조사
- Cunningham, Noble E. Jr. The Jeffersonian Republicans in Power: Party Operations 1801–1809 (1963), 매우 상세한 당 역사
- Cunningham, Noble E. Jr. The Process of Government Under Jefferson (1978)
- Graff, Henry F., ed. The Presidents: A Reference History (3rd ed. 2002) pp 39–58. online
- Holzer, Harold. The Presidents Vs. the Press: The Endless Battle Between the White House and the Media—from the Founding Fathers to Fake News (Dutton, 2020) pp 34–50.  online
- Honeywell, Roy J. "President Jefferson and His Successor." American Historical Review (1940): 64–75 online.
- Malone, Dumas. Jefferson the President: First Term 1801–1805; v. 5: Jefferson the President: Second term, 1805–1809; v.6: The Sage of Monticello (1948–70), 표준 학술 전기; short bio by Malone 보관됨 2012-02-12 - 웨이백 머신; 표준 학술 전기
- Peterson, Merrill D. ed. Thomas Jefferson: A Reference Biography. (1986), 학자들의 긴 에세이
- Smelser, Marshall. The Democratic Republic: 1801–1815 (1968), 제퍼슨과 매디슨의 대통령 임기에 대한 표준 학술 역사

### 외교 정책
- Ben-Atar, Doron S., and Heidi Mehrkens. The Origins of Jeffersonian Commercial Policy and Diplomacy (Springer, 1993).
- Brown, Gordon S. Toussaint's Clause: The Founding Fathers and the Haitian Revolution (Univ. Press of Mississippi, 2005).
- Cogliano, Francis D. Emperor of Liberty: Thomas Jefferson's Foreign Policy (Yale University Press, 2014). 320 pp. online review
- Gleijeses, Piero. "Napoleon, Jefferson, and the Louisiana Purchase." International History Review 39.2 (2017): 237–255.
- Kaplan, Lawrence S. "Jefferson, the Napoleonic Wars, and the Balance of Power." William and Mary Quarterly (1957): 196–217 online.
- Kaplan, Lawrence. Jefferson and France (Yale University Press, 1967)
- Kaplan, Lawrence. Entangling Alliances with None: American Foreign Policy in the Age of Jefferson (Kent State University Press, 1987).
- Lambert, Frank. "Thomas Jefferson's Moral Diplomacy." Review of Faith & International Affairs 9.4 (2011): 13–20.
- LaFeber,  Walter. "Jefferson and an American Foreign Policy," in Jeffersonian Legacies, ed. Peter S. Onuf (1993), pp. 370–91.
- Matthewson, Tim. "Jefferson and Haiti." Journal of Southern History 61.2 (1995): 209–248 online.
- Nau, Henry R. Conservative internationalism: armed diplomacy under Jefferson, Polk, Truman, and Reagan (Princeton University Press, 2015).
- Oosterveld, Willem Theo. "Law and Foreign Policy under Thomas Jefferson." in The Law of Nations in Early American Foreign Policy (Brill Nijhoff, 2016) pp. 237–277.
- Scherr, Arthur. "Arms and Men: The Diplomacy of US Weapons Traffic with Saint-Domingue under Adams and Jefferson." International History Review 35.3 (2013): 600–648.
- Shulim, Joseph I. "Thomas Jefferson Views Napoleon." Virginia Magazine of History and Biography 60.2 (1952): 288–304 online.
- Tucker, Robert W. and David C. Hendrickson. Empire of Liberty: The Statecraft of Thomas Jefferson (1992), 외교 정책에 대한 최고의 안내서 excerpt and text search, 외교 역사
- Wright, Louis B., and Julia H. Macleod. "Mellimelli: A Problem for President Jefferson in North African Diplomacy." Virginia Quarterly Review 20.4 (1944): 555–565. online